# 凸板坚螺
凸板坚螺（学名：Camaena ochthoplax）为坚齿螺科坚螺属的动物。分布于緬甸以及中国大陆的云南等地，生活环境为陆地，常生活于热带、亚热带潮湿温暖的常绿阔叶林、灌木丛、草丛中、落叶下以及多腐殖质的地方。